# Abegondo

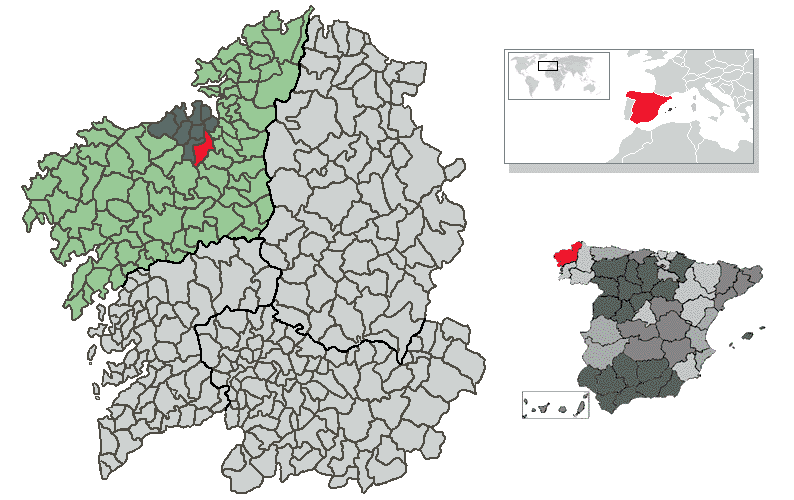
Localisation de Abegondo.

Abegondo est une commune de la province de La Corogne en Galice (Espagne). C'est une commune de la comarque de La Corogne. Abegondo est composée de dix-neuf paroisses. Population recensée en 2006 : 5 773 habitants.